# Ethusa sinespina
Ethusa sinespina is een krabbensoort uit de familie van de Ethusidae. De wetenschappelijke naam van de soort is voor het eerst geldig gepubliceerd in 1969 door Kensley.